# رطبه
رُطبه شهری در غرب استان انبار عراق است. از این شهر دو بزرگراه می‌گذرد. این شهر از لحاظ آب و هوا در منطقه‌ای خشک و کویری قرار دارد. رود وادی حوران نیز از این شهر می‌گذرد.